# Archaeolacerta bedriagae
La lucertola di Bedriaga (Archaeolacerta bedriagae (Camerano, 1885)) è un rettile della famiglia Lacertidae. È l'unica specie del genere  Archaeolacerta ed è un endemismo sardo-corso.
L'epiteto specifico è un omaggio al nome dell'erpetologo russo Jacques von Bedriaga (1854-1906).

## Descrizione
La lucertola di Bedriaga ha un corpo appiattito, lungo 7–8 cm, e una coda lunga circa il doppio. La lunghezza totale è quindi di 20–24 cm.  Il capo è assai lungo e largo, il timpano è bene evidente. Le squame sono lisce, grandi sul ventre e piccole sul dorso. La colorazione cambia al variare della sottospecie, ma anche da individuo a individuo: il colore di fondo va dal blu-nero all'olivastro al bruno e presenta macchie grigie, verdi, azzurre o gialle. La sottospecie nominale ha una colorazione più uniforme, le sottospecie sarde presentano invece colori più vivaci e un capo marroncino o dorato. Le parti ventrali sono chiare, con tonalità variabili, in genere biancastre o verdastre.
La forma del capo e la colorazione ne rendono semplice il riconoscimento.

## Biologia
Si ciba di insetti e altri artropodi. Si riproduce tra aprile e giugno, le uova (3-6 per ciascuna femmina), deposte in anfratti e fenditure nelle rocce, si schiudono dopo due mesi.

## Distribuzione e habitat
La specie è abbastanza diffusa in Corsica, in Sardegna è invece più localizzata. La si può rinvenire in molti ambienti, purché con abbondanza di rocce, dal livello del mare fino ai 2500 m.

## Conservazione
La lucertola di Bedriaga è preda di piccoli mammiferi, uccelli e biacchi. È minacciata dalla riduzione degli habitat. In particolare la cementificazione delle coste nel Nord Sardegna ha portato a una forte riduzione della specie.
Specie inserita nella direttiva habitat.

## Galleria d'immagini

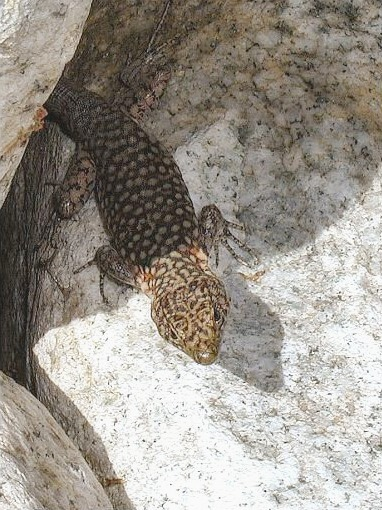
Archaeolacerta bedriagae bedriagae
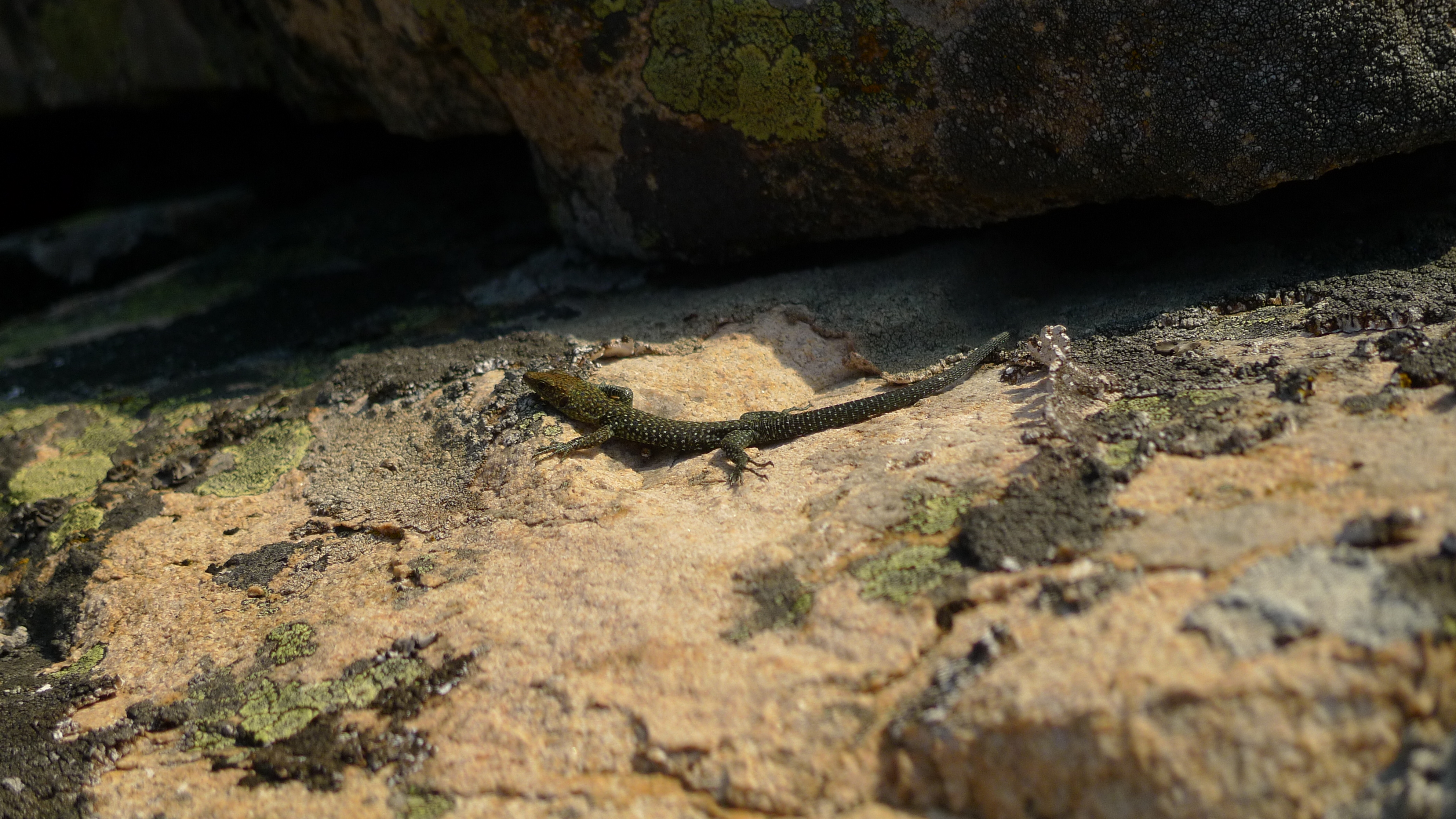
Archaeolacerta bedriagae sardoa